# Iwanka Jowczewa
Iwanka Jowczewa z domu Koszniczarska (bułg. Иванка Йовчева (Кошничарска), ur. 26 października 1948) – bułgarska lekkoatletka, płotkarka.
Specjalizowała się w biegach przez płotki, choć z powodzeniem startowała również w innych konkurencjach lekkoatletycznych. Zdobyła srebrny medal w skoku w dal i zajęła 4. miejsce w biegu na 80 metrów przez płotki na europejskich igrzyskach juniorów w 1966 w Odessie.
Zajęła 6. miejsce w biegu na 60 metrów przez płotki na halowych mistrzostwach Europy w 1970 w Wiedniu.
Na halowych mistrzostwach Europy w 1971 w Sofii zdobyła brązowy medal w sztafecie 4 × 1 okrążenie (w składzie: Iwanka Wenkowa, Koszniczarska, Sofka Kazandżiewa i Monka Bobczewa). Odpadła w eliminacjach biegu na 50 metrów przez płotki na halowych mistrzostwach Europy w 1972 w Grenoble, półfinale biegu na 60 metrów przez płotki na halowych mistrzostwach Europy w 1973 w Rotterdamie i eliminacjach tej konkurencji na halowych mistrzostwach Europy w 1974 w Göteborgu.
Była mistrzynią Bułgarii w biegu na 200 metrów w 1969, w biegu na 100 metrów przez płotki w latach 1971–1973, w biegu na 200 metrów przez płotki w latach 1968–1972 i 1974 oraz w skoku w dal w 1968. W hali była mistrzynią Bułgarii w biegu na 60 metrów przez płotki w latach 1970–1974.  
Dwukrotnie ustanawiała rekord Bułgarii w biegu na 100 metrów przez płotki do czasu 13,4 s osiągniętego 18 maja 1974 w Sofii, a także poprawiła rekord swego kraju w sztafecie 4 × 100 metrów wynikiem 44,7 s uzyskanym 6 sierpnia 1972 w Izmirze.